# Chars
Chars é uma comuna francesa localizada no departamento de Val-d'Oise, na região da Ilha de França.
Chars se localiza no perímetro do Parque Natural Regional do Vexin français.

## Geografia
Chars está localizada a 18 km a noroeste de Pontoise e 15 km a nordeste de Magny-en-Vexin.
Aldeia do vale do Viosne, no Vexin français (parte ocidental do departamento de Val-d'Oise), Chars é adjacente de Le Bellay-en-Vexin e de Nucourt ao oeste, de Bouconvillers e de Lavilletertre ao norte, de Neuilly-en-Vexin e Marines ao leste, e de Brignancourt e Moussy ao sul.
A cidade é servida pela estrada departamental 915 (antiga RN 15) que liga Pontoise a Gisors e Dieppe. No plano ferroviário, a estação de Chars se localiza na linha J do Transilien que liga a gare de Paris-Saint-Lazare à de Gisors (linha de Pontoise a Dieppe). Um serviço de ônibus (linha Busval d'Oise 95.08) permite ligar a estação de Cergy-Préfecture.
Chars está situada na rota das Trilhas de Grande Rota GR 11.

## Toponímia
Chartz em 1176.

## História
Chars tem absorvido Bercagny entre 1790 e 1794. A cidade tinha então o nome de Chars-et-Bercagny até 1800, ano em que ela recuperou o antigo nome.

## Cultura e patrimônio

### Lugares e monumentos

#### Monumentos Históricos

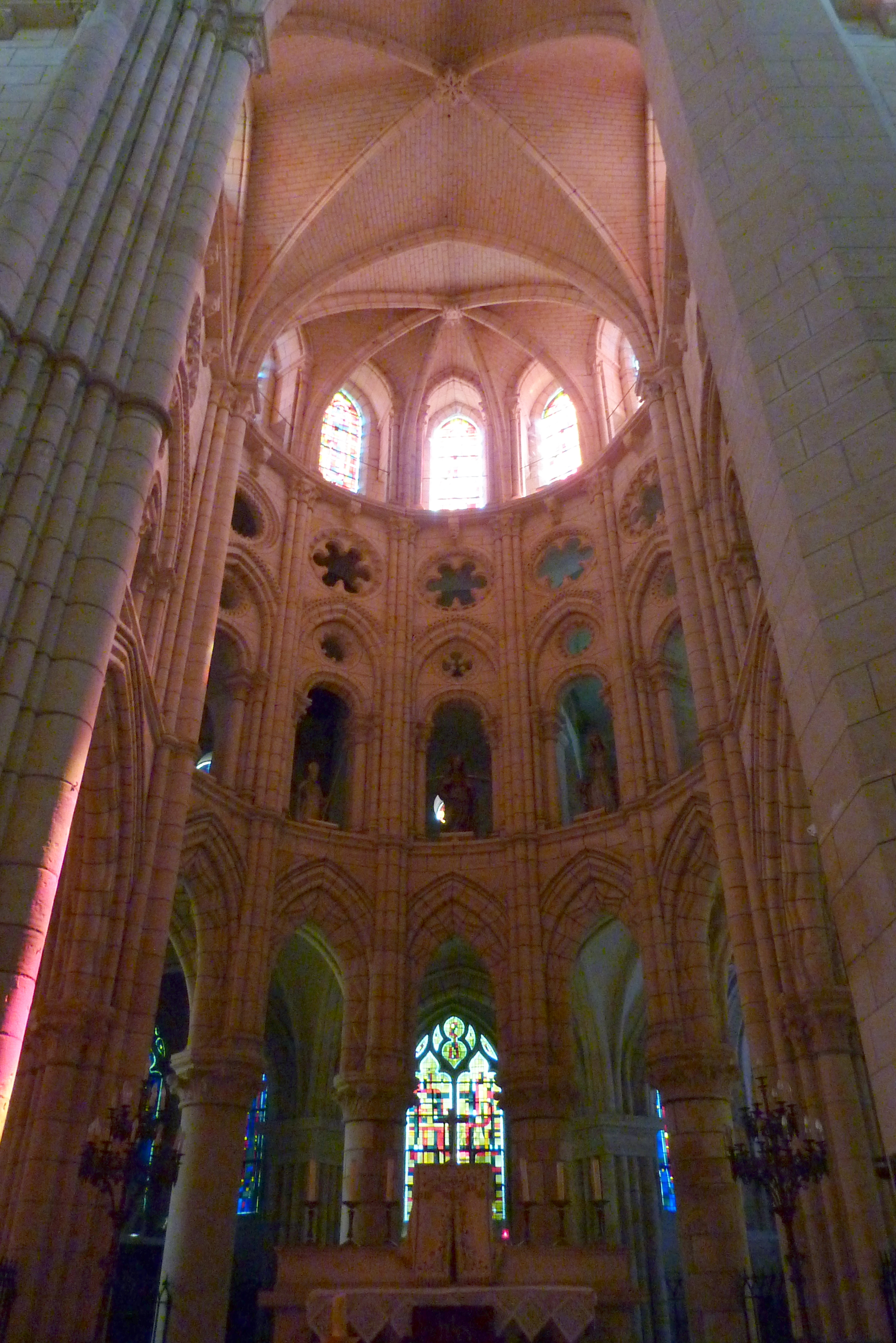
Interior do coro.

Chars tem apenas um monumento histórico em seu território.
- A igreja Saint-Sulpice (classificada como monumento histórico pela lista de 1840[1]): esta igreja, entre os 934 primeiros edifícios classificados como monumentos históricos na história da frança, foi construída entre 1160 e 1230, e reflete a transição da arquitetura românica para a gótica.

#### Outros elementos do patrimônio
- Antigo Hôtel-Dieu.
- Estátua da Virgem em um globo terrestre.
- Ferme du Bois-Franc, no desvio para o oeste da cidade, perto da RD 188: ela tem um pombal-alpendre na sela de mil vigas. Uma abadia antes da Revolução Francesa, a fazenda em seguida se tornou propriedade da Assistência pública - Hospitais de Paris.
- Oratoire des Bois-Franc, perto da fazenda do mesmo nome.
- Pombal-alpendre de uma velha casa de fazenda no povoado de Bercagny.
- Croix de Bercagny: a pequena cruz de ferro está plantada em um obelisco.

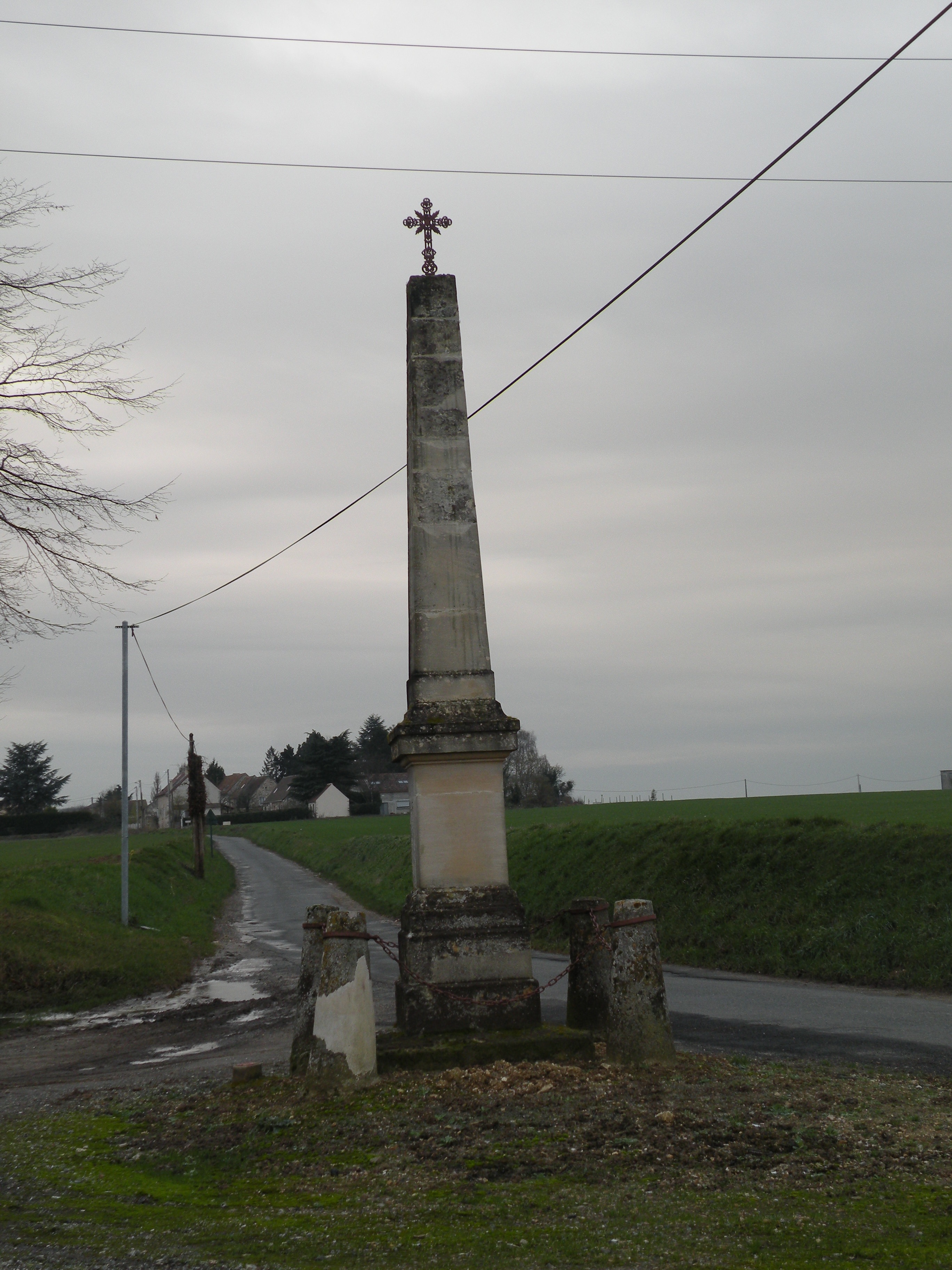
Croix de Bercagny.
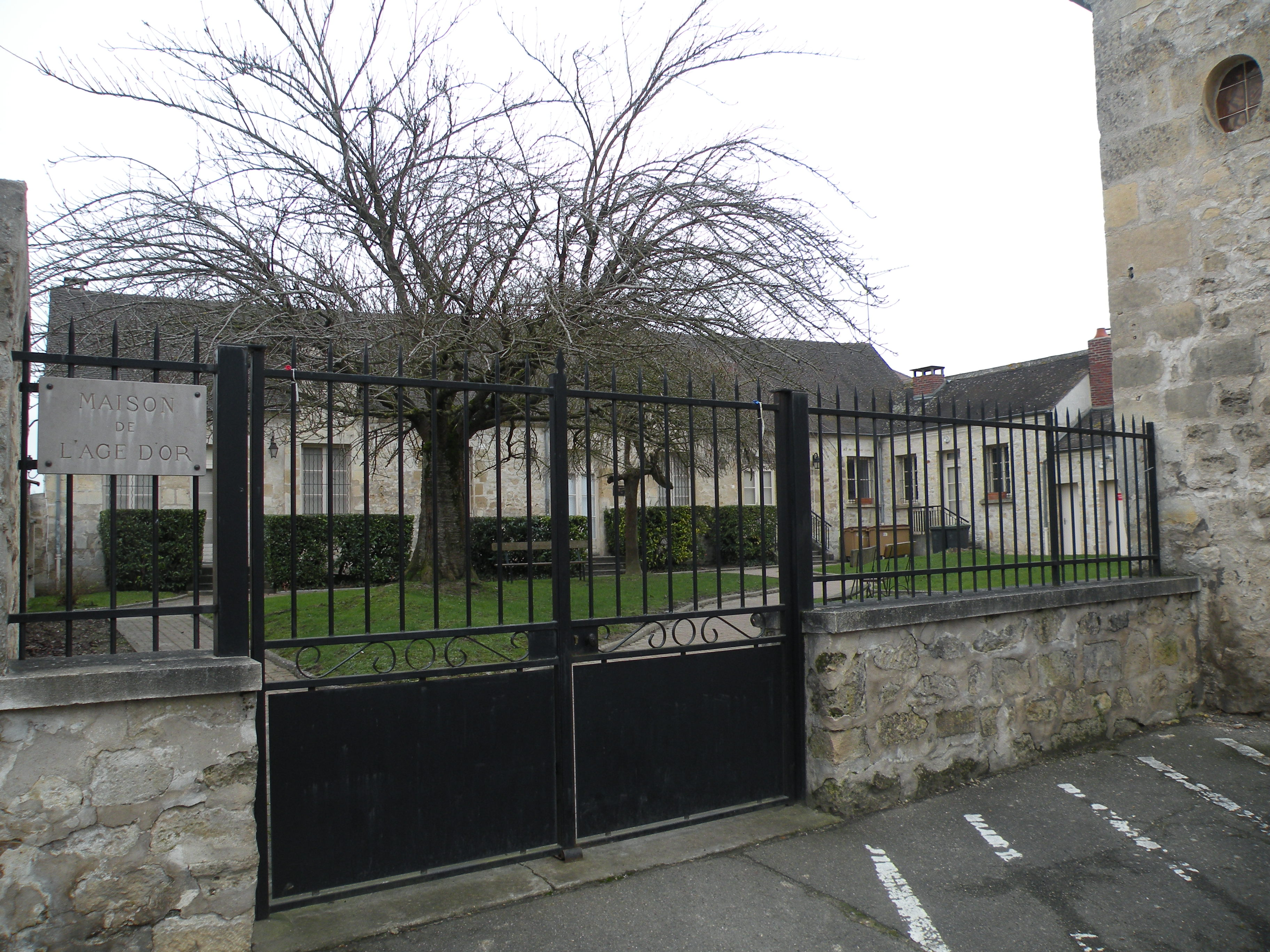
Antigo Hôtel-Dieu.
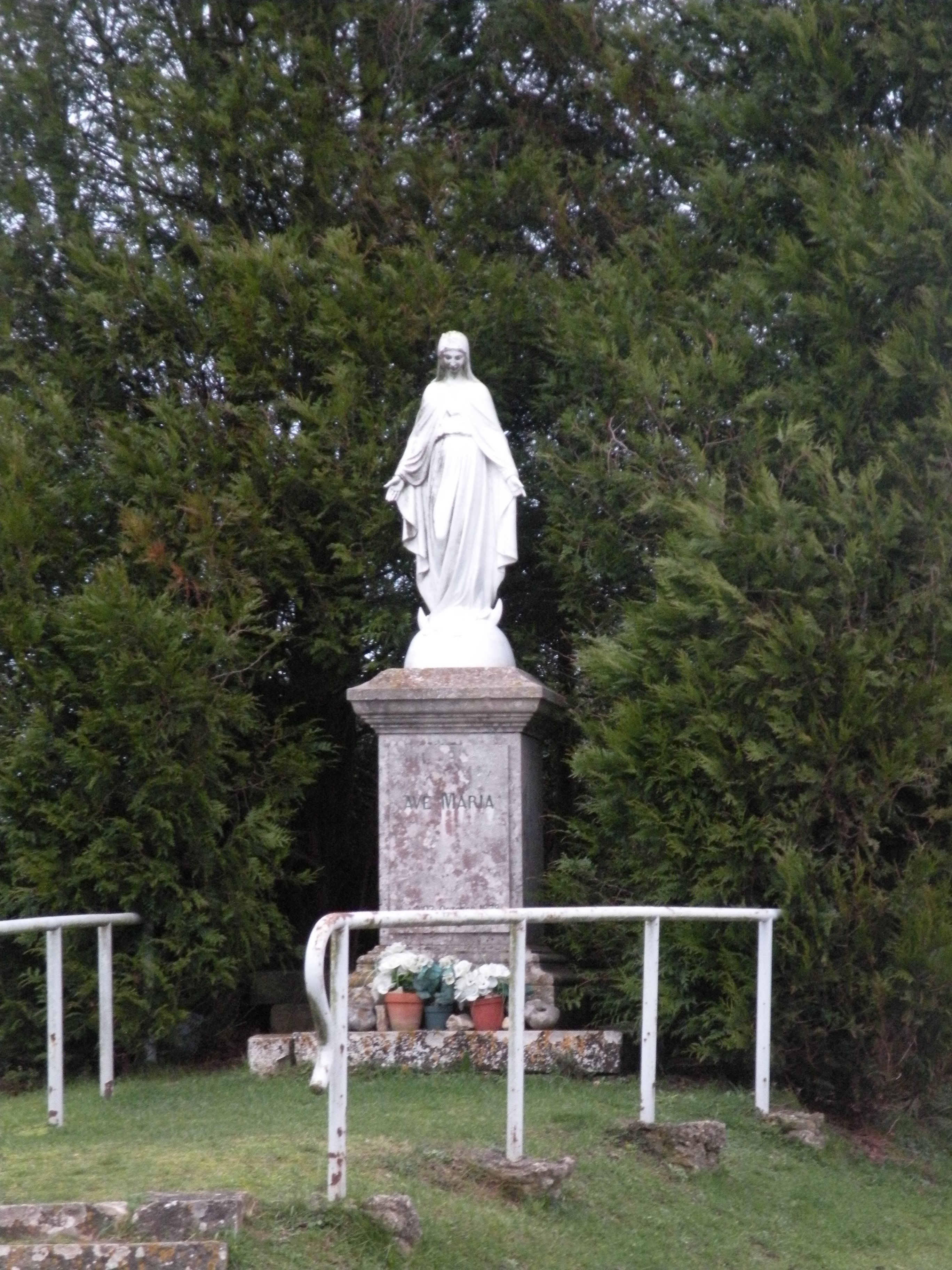
Estátua da Virgem.